# Kleinkundorf
Kleinkundorf ist ein Ortsteil der Stadt Berga-Wünschendorf.

## Lage
Kleinkundorf liegt etwa zwei Kilometer östlich von Berga im mittleren Elstertal auf einer erhöhten Geländeetage des Thüringer Schiefergebirges, direkt an der Bundesstraße 175 Richtung Werdau und Zwickau. Die Gemarkung des Ortsteils ist stark kupiert mit Wald und Tagebaurestflächen der Wismut AG durchsetzt.

## Geschichte
Erstmals wurde Kleinkundorf 1387, zu jener Zeit als Conradisdorff bekannt, in den Unterlagen des Landgrafen zu Meißen erwähnt. Im Jahre 1427 gelangte Kleinkundorf in den Besitz von Heinrich von Weide. Schon kurze Zeit später ging das Vermögen an die Familie von Wolffersdorff auf Culmitzsch über.
Da in dem Dorf keine eigene Kirche vorhanden war, musste die kirchliche und schulische Ausbildung in dem ein Kilometer entfernten Culmitzsch stattfinden. Mit der ersten Erwähnung der Dorfmühle erscheint 1524 der Name Kleinkundorf in den Dokumenten. 1604 verkaufte Besitzer Joachim von Wolffersdorf zu Culmitzsch das Vorwerk (Freigut) an Hieronymus III. für 625 Gulden.
Kleinkundorf gehörte bis 1815 zum Kurfürstentum Sachsen (Amt Weida im Neustädter Kreis). Ab 1816 zählt das Dorf zu dem Großherzogtum Sachsen-Weimar-Eisenach. Die 1847 ernannte Kleinkundorfer Feuerwehr bildete einen starken Verband mit Culmitzsch, Friedmannsdorf und Zwirtzschen, der jedoch ein Jahr später aufgelöst wurde. Von den um die Jahrhundertwende bestehenden drei Gasthäusern konnte nur eines der fortschreitenden Zeit bis heute trotzen. Ab dem 9. Dezember 1911 konnten auch die Bewohner Kleinkundorfs elektrischen Strom nutzen. 1933 hatte der Ort 86 Einwohner, 1939 waren es 94.
Die Folgen des Zweiten Weltkriegs zeigten sich in dem Dorf durch die Unterbringung vieler Heimatvertriebener, wovon jedoch nur wenige dauerhaft ihre Wohnstätte in Kleinkundorf fanden.
Abwasser- und Wasserkanäle gab es bis 1960 nicht. Die Wasserversorgung erfolgte durch hauseigene oder einen Gemeindebrunnen. Zwei Jahre später sorgte die Maul- und Klauenseuche dafür, dass Kleinkundorf zum Sperrgebiet ernannt wurde.
Trotz der auf Eigeninitiative erfolgten Teilerneuerung der Ortsstraße in den 1980er Jahren ist es bis heute nicht gelungen, die Straße von ihren gravierenden Schäden zu befreien.
1974 kam der Ort zur Stadt Berga/Elster, welche seit dem 1. Januar 2024 ein Ortsteil der Stadt Berga-Wünschendorf ist.